# Озеров, Александр Григорьевич
Александр Григорьевич Озеров (3 августа 1849 года, Манглиси — 1922) — русский архитектор. Работал в Грузии.

## Биография
Родился в семье Григория Ивановича Озерова, штаб-лекаря Эриванского карабинерного полка, и Любови Карловны Ган, из семьи немецких колонистов.
Окончил Ставропольскую губернскую гимназию с золотой медалью. В 1867 году поступил в Петербургское строительное училище, которое окончил в 1872 году с занесением его имени на мраморную доску в актовом зале училища. По окончании обучения получил чин X класса и был причислен в Техническо-строительный комитет Министерства внутренних дел.
Вернулся в Грузию и получил должность младшего архитектора строительного отделения тифлисского губернского правления. В 1878 году вместе с архитектором М. А. Канилле с ознакомительной целью был командирован в Париж на Всемирную выставка (1878). За предоставленный отчёт о командировке в 1881 году удостоен благодарности министра внутренних дел.
С 1879 по 1885 год — городской архитектор Тифлисской городской управы. В 1888 году назначен губернским инженером строительного отделения кутаисского губернского правления. В 1894 году занял должность архитектора при тифлисской городской больнице.
Жил на улице Боржомской, 14 (1891—1922).
Похоронен на старом Кукийском кладбище.
Потомки А. Г. Озерова жили в Тбилиси до начала 1990-х годов.

## Известные работы

3-я женская гимназия

- Дом А. Чавчавадзе в Цинандали (1886—1887);
- Тифлисское Общество взаимного страхования от огня.
- Дом Сараджева. Улица Ираклия II.
- Абанотубани и Мирзоевские бани (1880, реконструкция);
- Красный зал Тифлисской Городской Думы (1886, реконструкция);
- Жилые дома. Улица Коте Абхази, 22-26 (1890-е — 1900-е);
- Жилой дом. Угол улиц Мераба Коставы и Николадзе (1905);
- 3-я женская гимназия. Улица Ладо Асатиани, 28 (1905)[7];
- Жилые дома. Улица Геронтия Кикодзе, 3 и 6 (1906);
- Летние помещения Тифлисского кружка в саду Йогана Майера (Сад Роз). проспект Давида Агмашенебели, 73 (1909);
- Здание поликлиники. Угол улицы Пушкина, 10 и Вачнадзе (1910);
- 2 жилых дома. Улица Тодадзе, 3 (1910);
- Дом братьев Форер (Союз «Катарсис»). проспект Давида Агмашенебели, 121 (1910);
- Завод Сараджева. Ольгинская улица, 18 (1910, не сохранился);
- Жилой дом 23 у Верийского базара (1910—1911);
- Тифлисский Почтамт (вначале проектировался, как доходный дом). проспект Давида Агмашенебели, 44 (1912);
- Доходный дом рядом с Почтамтом. Улица Чорохская (1913) в 2022г. переименована в ул. Анзора Эркомаишвили[8];
- «Палас-отель» (здание Министерства культуры). Проспект Руставели, 19 (1914);
- Жилой дом. Улица Човелидзе, 7;
- Земельное училище. Улица Петриашвили, 3;
- Жилые дома на улице Боржомской, 14, 16 и 18.

## Галерея

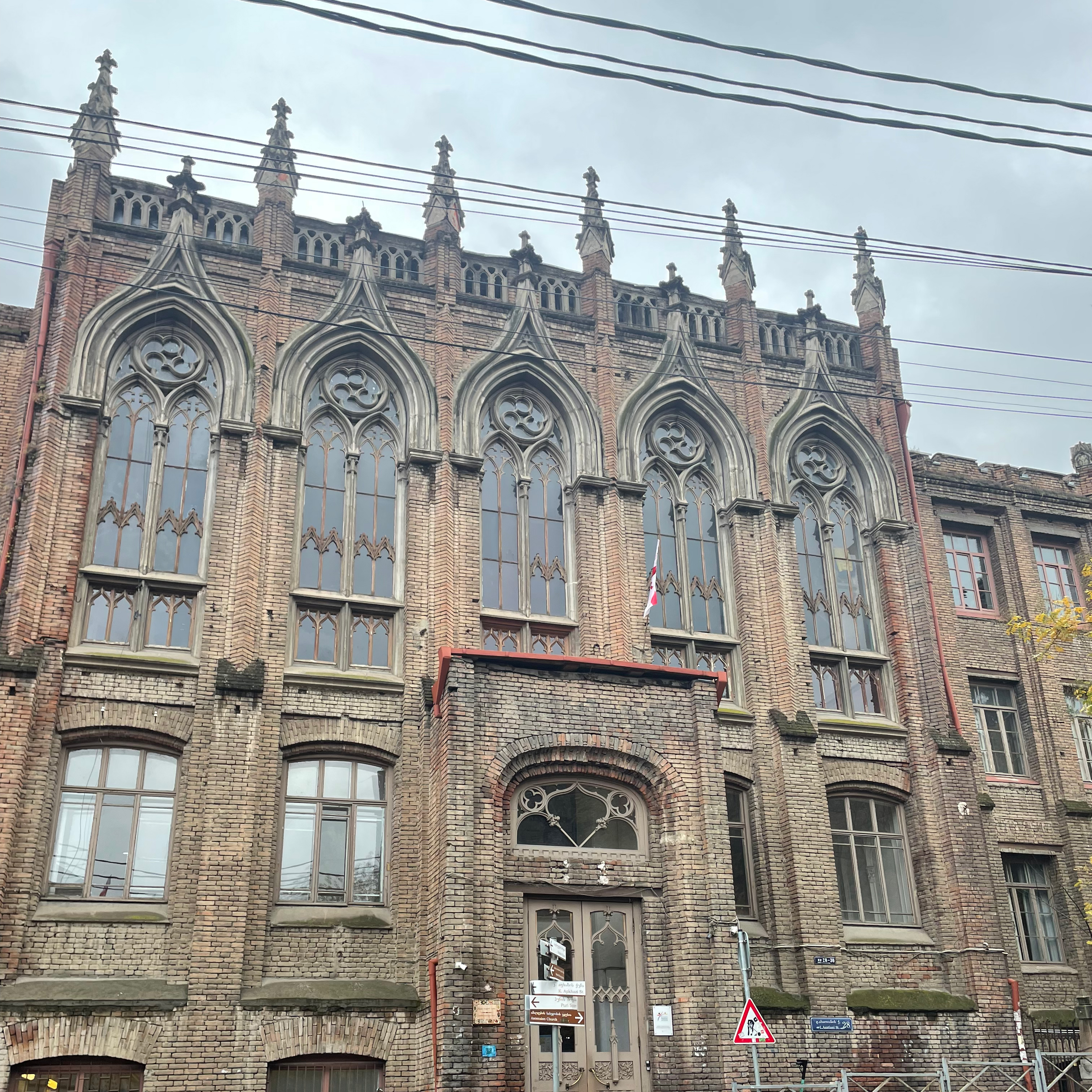
3-я женская гимназия, ул. Ладо Асатиани 28
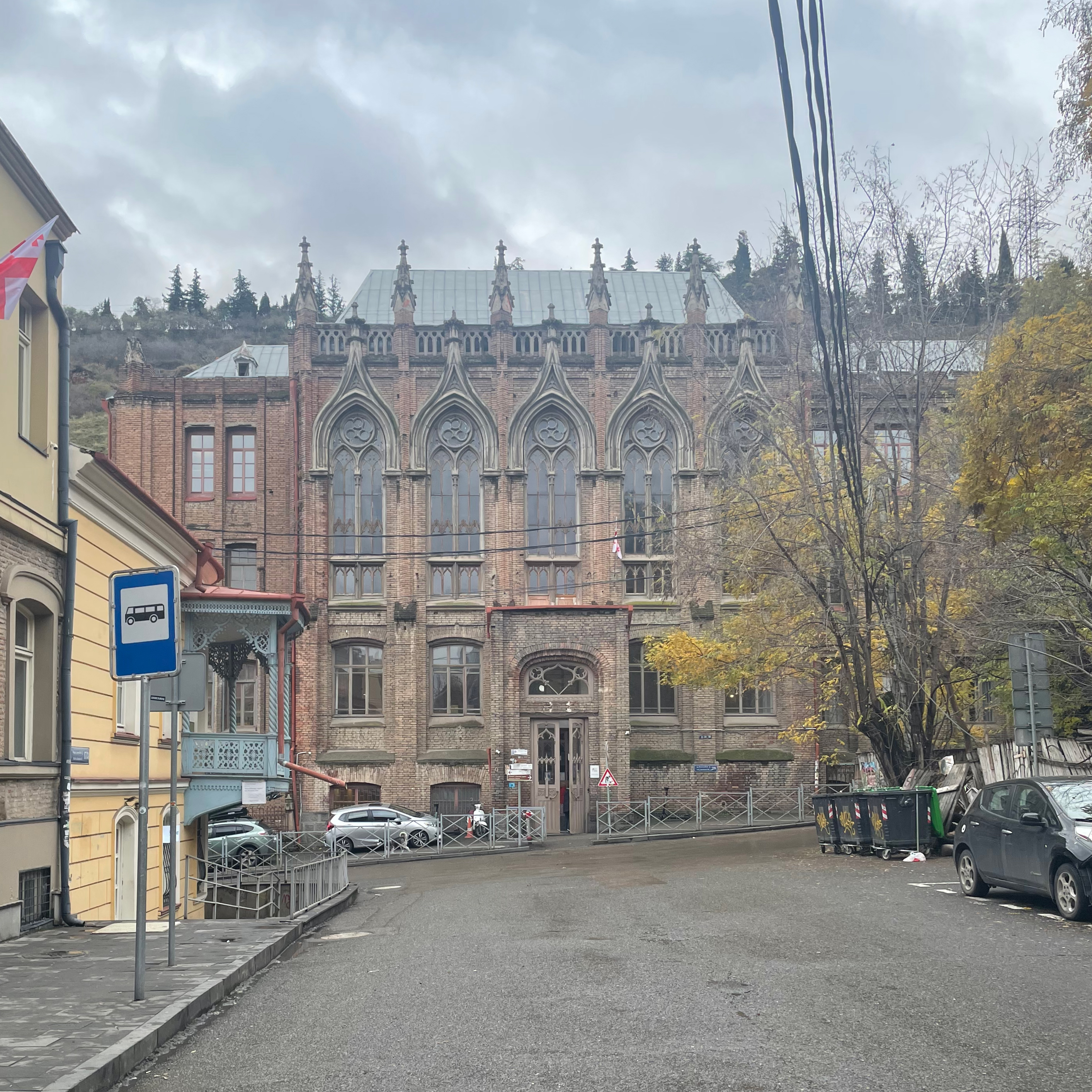
3-я женская гимназия, ул. Ладо Асатиани 28
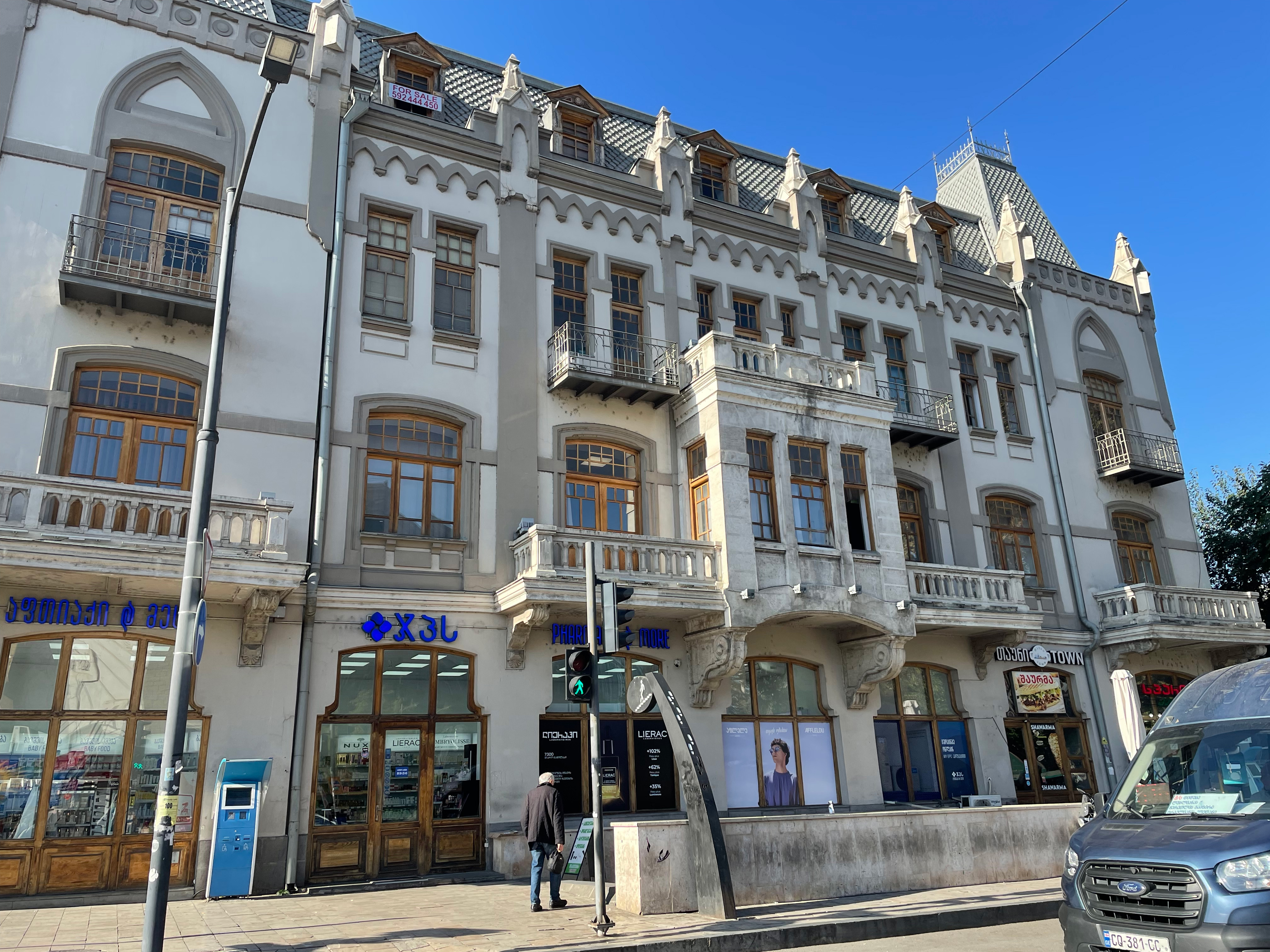
Здание поликлиники. Угол ул. Пушкина и ул. Вачнадзе
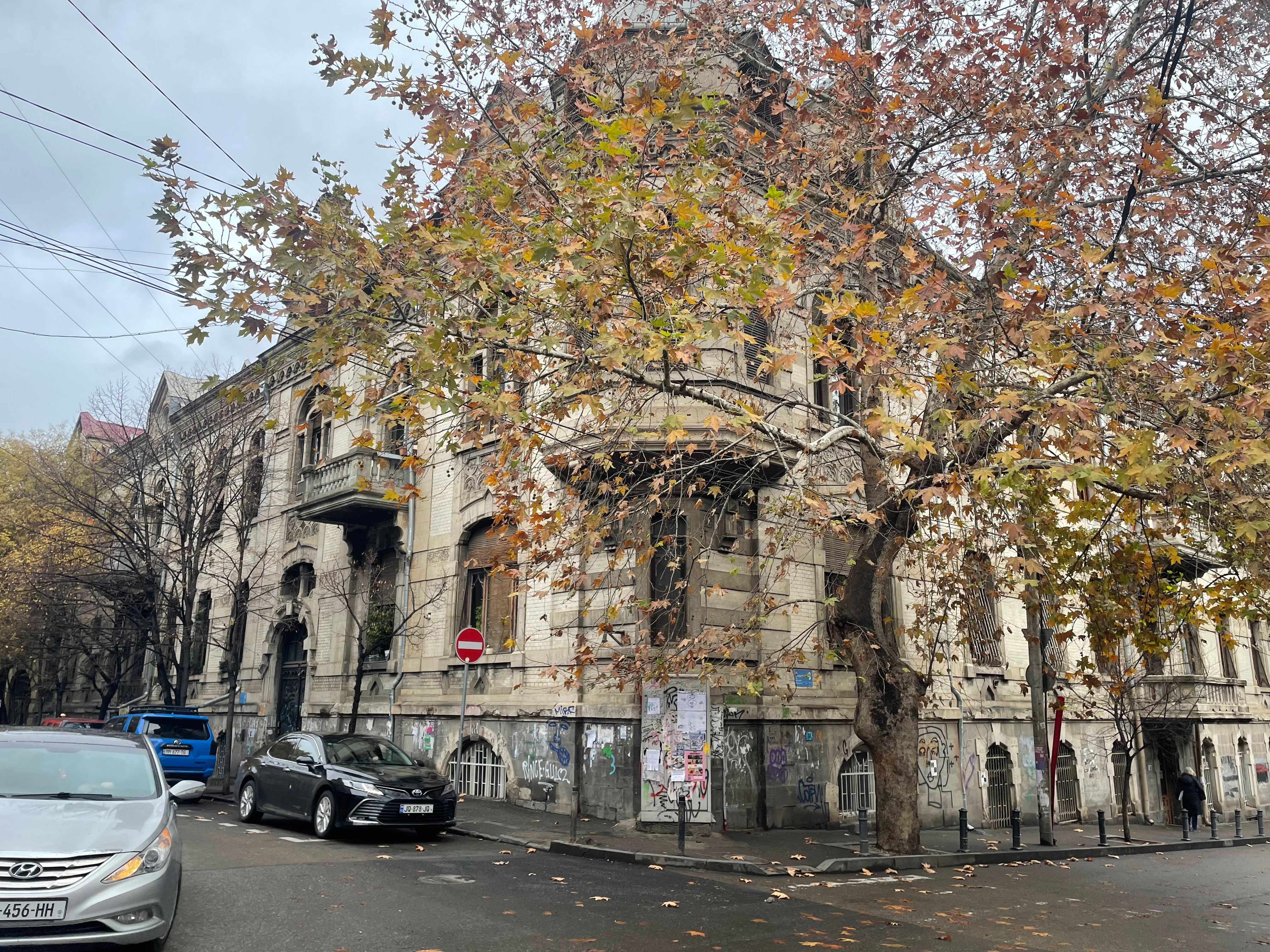
Жилой дом, ул. Геронтия Кикодзе 6
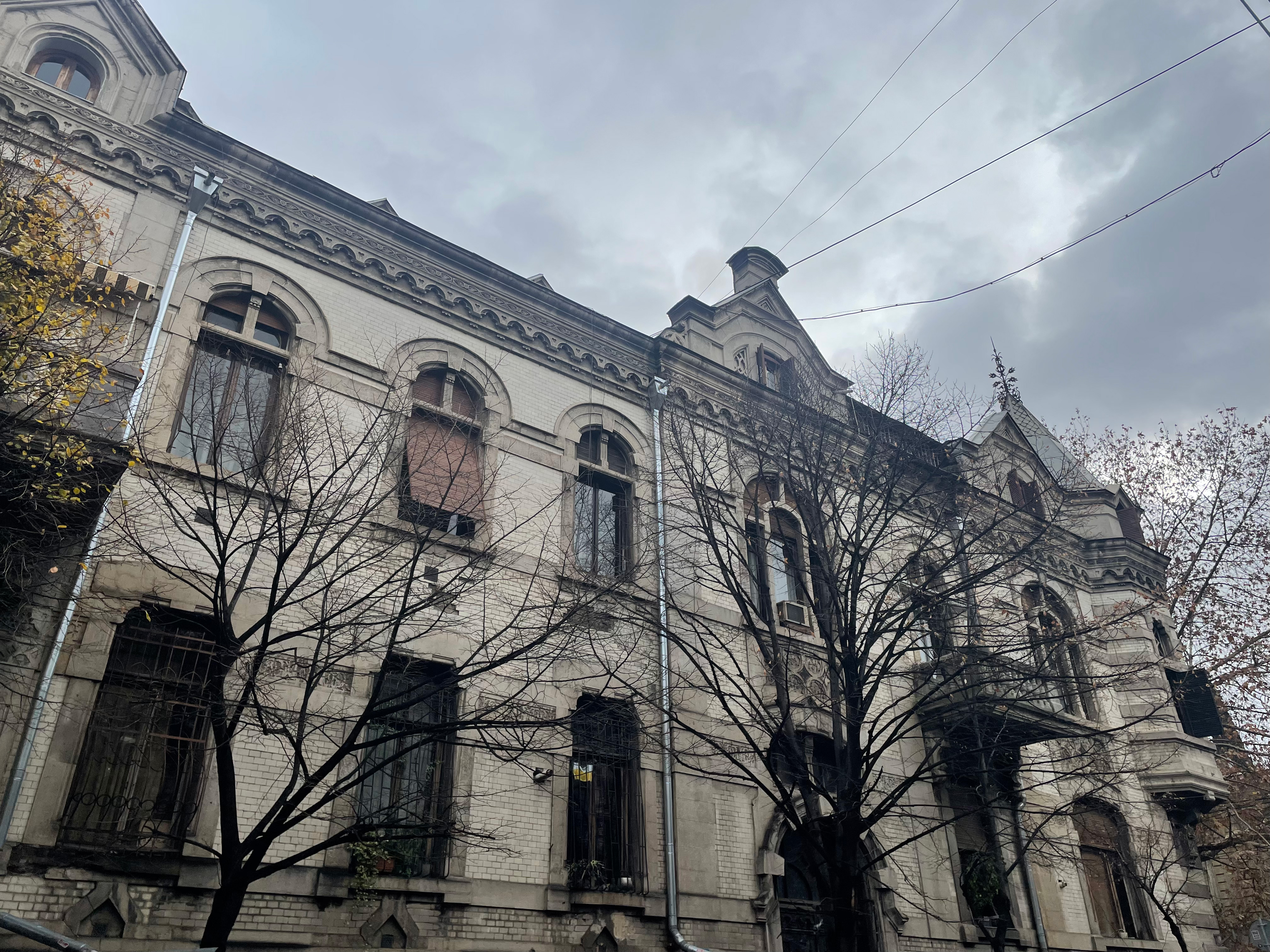
Жилой дом, ул. Геронтия Кикодзе 6
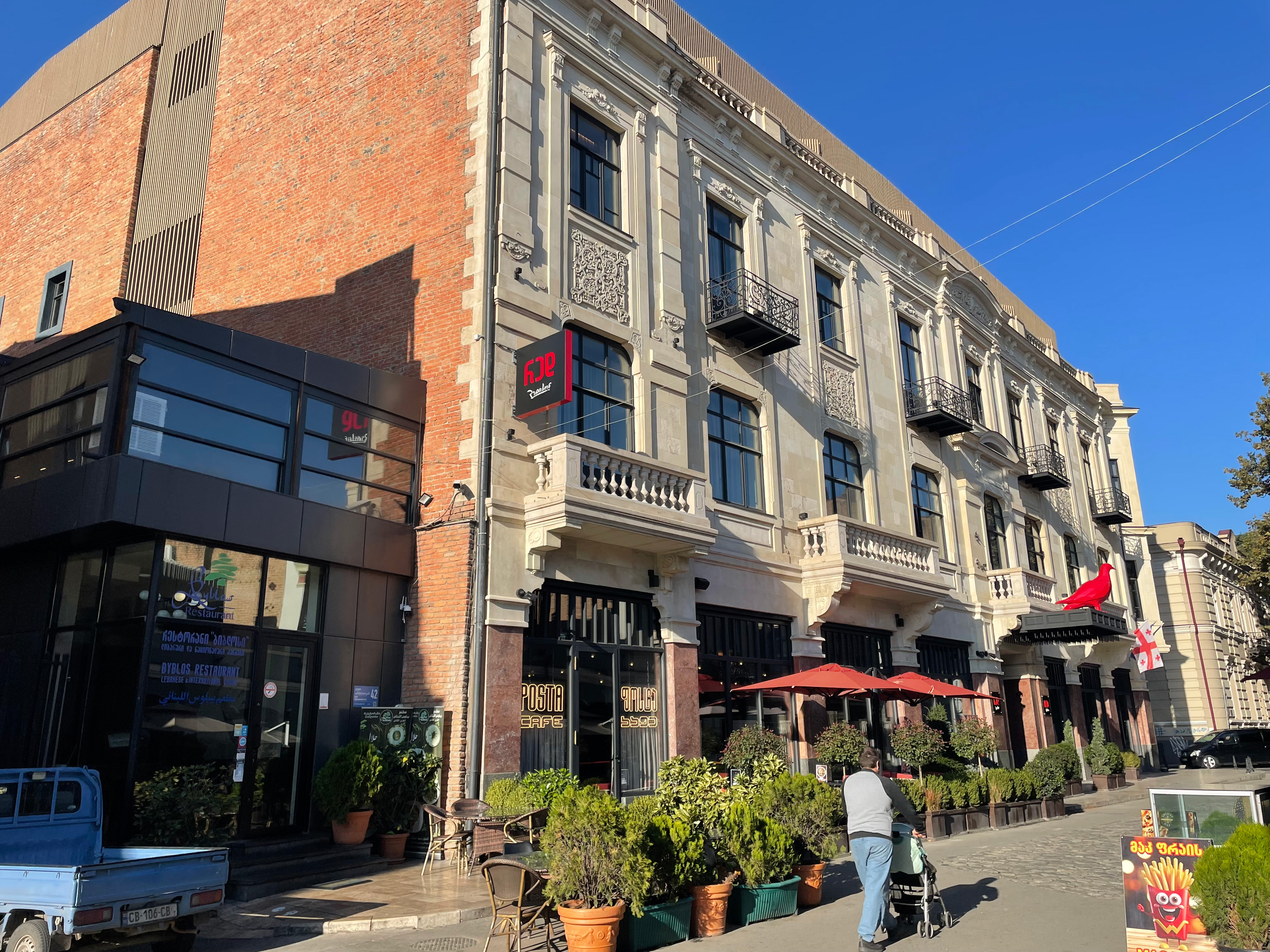
Тифлисский Почтамт, пр. Давида Агмашенебели, 44
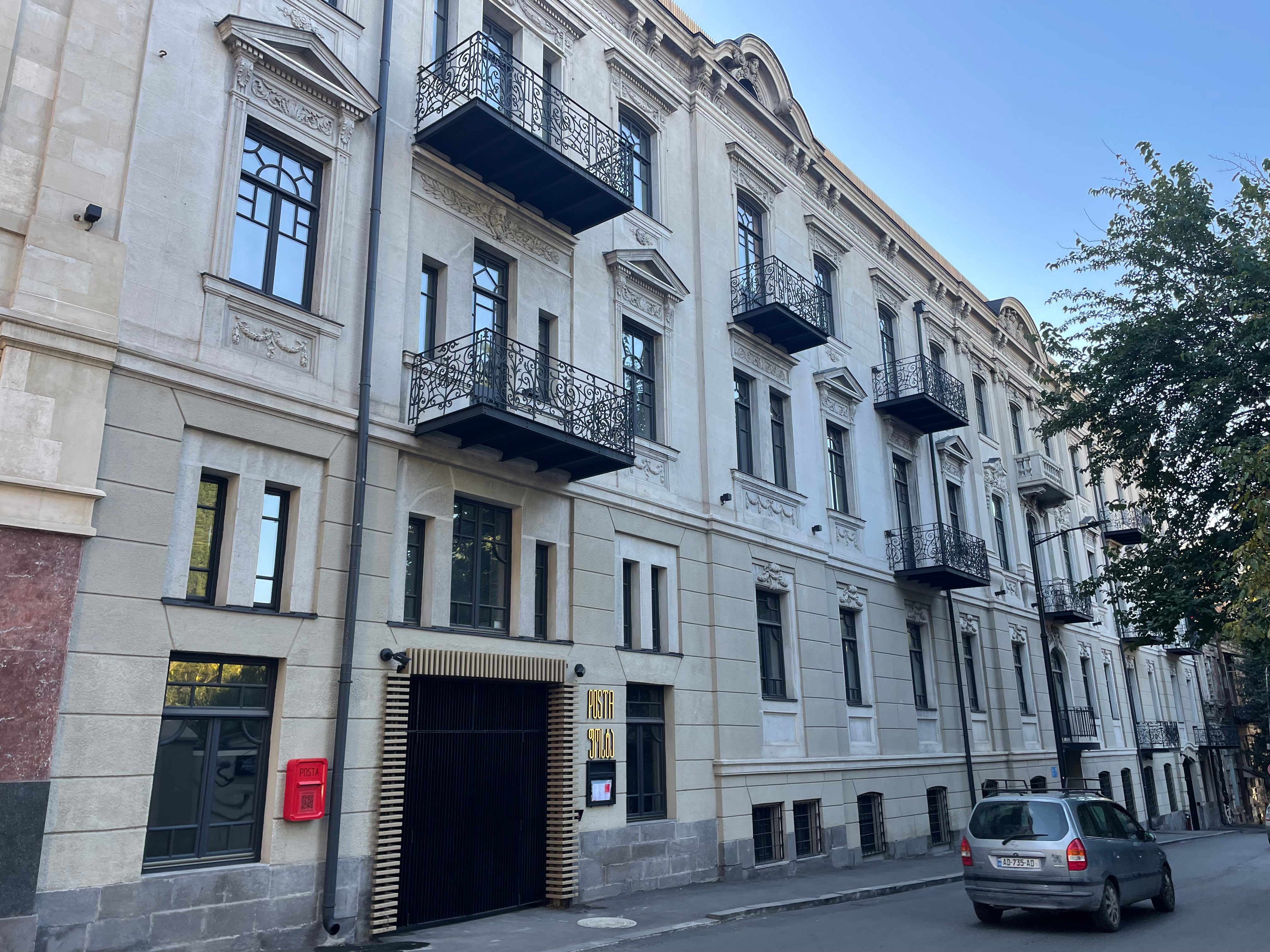
Доходный дом рядом с Почтамтом
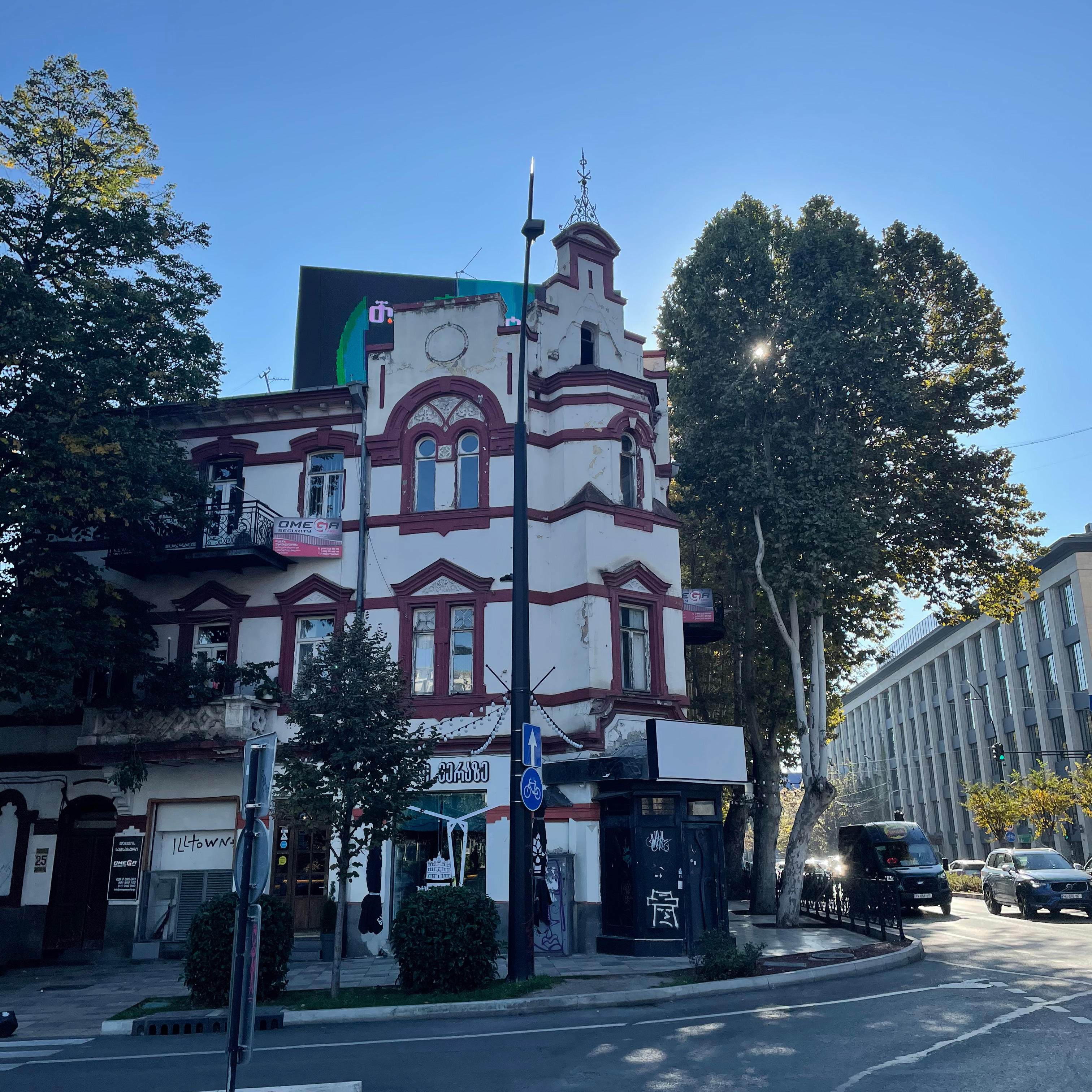
Жилой дом. Угол ул. Мераба Коставы и ул. Николадзе